# Tantalos

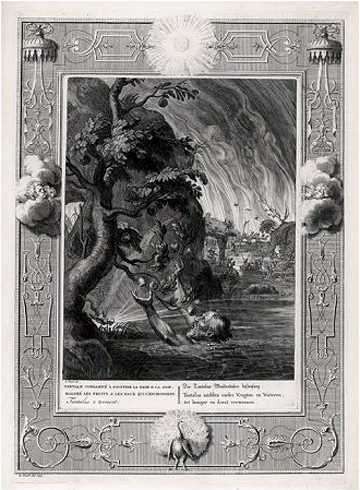
Tantalusqualen, Kupferstich von Bernard Picart (1673–1733)

Tantalos (altgriechisch Τάνταλος Tántalos; lateinisch Tantalus) ist in der griechischen Mythologie der Stammvater des Geschlechts der Tantaliden.
Er frevelte gegen die Götter und zog damit ihren Fluch auf sein Haus, das über fünf Generationen hinweg von innerfamiliären Morden beherrscht sein sollte. Er selbst erlitt „Tantalosqualen“.

## Herkunft und Nachkommen
Tantalos war ein mächtiger und unermesslich reicher lydischer oder phrygischer König, der am Gebirge Sipylos seine Burg hatte und dessen Ländereien sich zwölf Tagereisen weit erstreckten. Meistens wird er als Sohn des Zeus und der Pluto („Die reiche Fülle“), einer Tochter der Titanen Kronos und Rhea, angegeben, eine andere, spätere Version nennt Omphale und den Lydier Tmolos als Eltern, oder der Vater wird gar nicht genannt. Tantalos war mit Dione, Euryanassa oder Klytia verheiratet und Vater der Niobe, des Broteas, des Daskylos und des Pelops.

## Frevel
Tantalos wurde an die Tafel der Götter zum Essen geladen, stahl jedoch Nektar und Ambrosia von ihnen, was seine Gastgeber erzürnte. Zusätzlich verbarg der Sterbliche einen goldenen Hund in seinem Haus, den Pandareos aus einem Tempel gestohlen hatte, und leugnete diese Tat.
Als die unsterblichen Götter zu einem Gastmahl des Königs Tantalos kamen – so etwas hatte es zuvor nur ein einziges Mal, bei der Hochzeit von Kadmos und Harmonia, gegeben –, versuchte er, ihre Allwissenheit auf die Probe zu stellen: Er tötete Pelops, seinen jüngsten Sohn, und ließ ihn den Göttern als Mahl servieren, jedoch so, dass sie seine Tat nicht erkennen sollten. Zwar verzehrte Demeter, verzweifelt über den Raub der Persephone, einen Teil der Schulter, doch die anderen Götter bemerkten die Gräueltat sofort. Sie warfen die Stücke des getöteten Pelops in einen Kessel, und die Moire Klotho zog ihn in bekannter Schönheit hervor. Der verzehrte Schulterknochen wurde von den Göttern durch einen aus Elfenbein ersetzt.

## Strafe

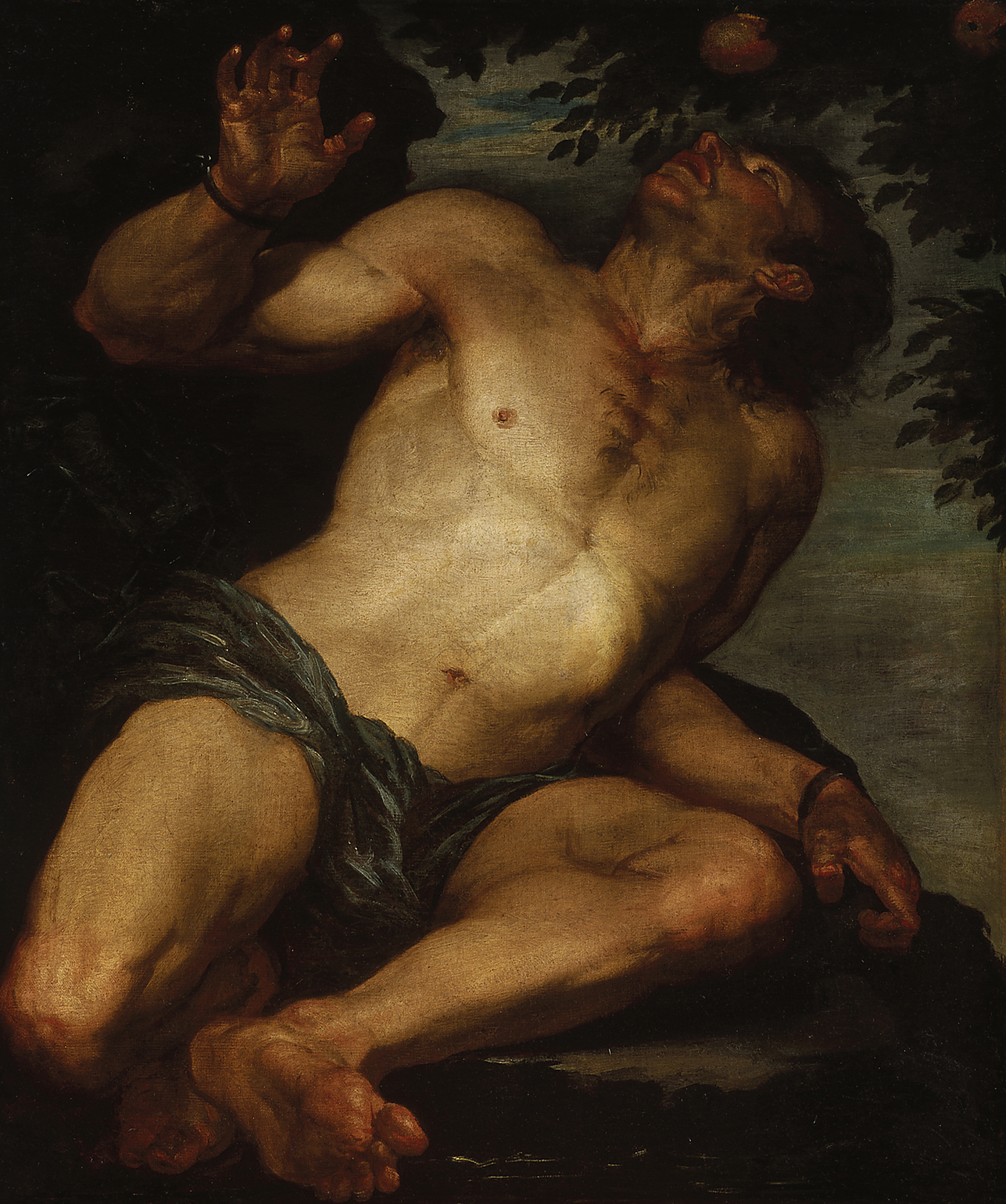
Tantalus von Gioacchino Assereto, 1630/1640
(Alte Galerie Graz)

Die Götter verstießen Tantalos in den Tartaros, die tiefste Region des Hades, und peinigten ihn dort mit ewigen Qualen, den sprichwörtlich gewordenen „Tantalosqualen“. Homer schildert dies in der Odyssee wie folgt: 

„Auch den Tantalos sah ich, mit schweren Qualen belastet.
Mitten im Teiche stand er, den Kinn von der Welle bespület,
Lechzte hinab vor Durst, und konnte zum Trinken nicht kommen.
Denn so oft sich der Greis hinbückte, die Zunge zu kühlen;
Schwand das versiegende Wasser hinweg, und rings um die Füße
Zeigte sich schwarzer Sand, getrocknet vom feindlichen Dämon.
Fruchtbare Bäume neigten um seine Scheitel die Zweige,
Voll balsamischer Birnen, Granaten und grüner Oliven,
Oder voll süßer Feigen und rötlichgesprenkelter Äpfel.
Aber sobald sich der Greis aufreckte, der Früchte zu pflücken;
Wirbelte plötzlich der Sturm sie empor zu den schattigen Wolken.“

Früchte und Wasser sind ihm greifbar nah, bleiben aber unerreichbar. Zu Hunger und Durst gesellte sich die ständige Angst um sein Leben, da über Tantalos’ Haupt ein mächtiger Felsbrocken schwebte, der jeden Moment herabzustürzen und ihn zu erschlagen drohte.

## Fluch der Tantaliden
Zuletzt verfluchten die Götter Tantalos und seine Sippe, die Tantaliden. Solange es Nachfahren gebe, besitze dieser Fluch Gültigkeit. Der Fluch bestand darin, dass jeder Nachfahre ein Familienmitglied töten und weitere Schuld auf sich laden solle. Eine lange Kette von Gewalt und Verbrechen wurde damit ausgelöst, die erst mit dem letzten der Tantaliden ihr Ende fand: mit Orest, der seine Mutter Klytaimnestra ermordete und so ihren Mord an ihrem Gatten Agamemnon, seinem Vater, rächte. Orest selbst ereilte sein Schicksal durch einen Schlangenbiss.

## Abgeleitete Begriffe
Nach Tantalos benannte Anders Gustav Ekeberg das von ihm entdeckte chemische Element Tantal.

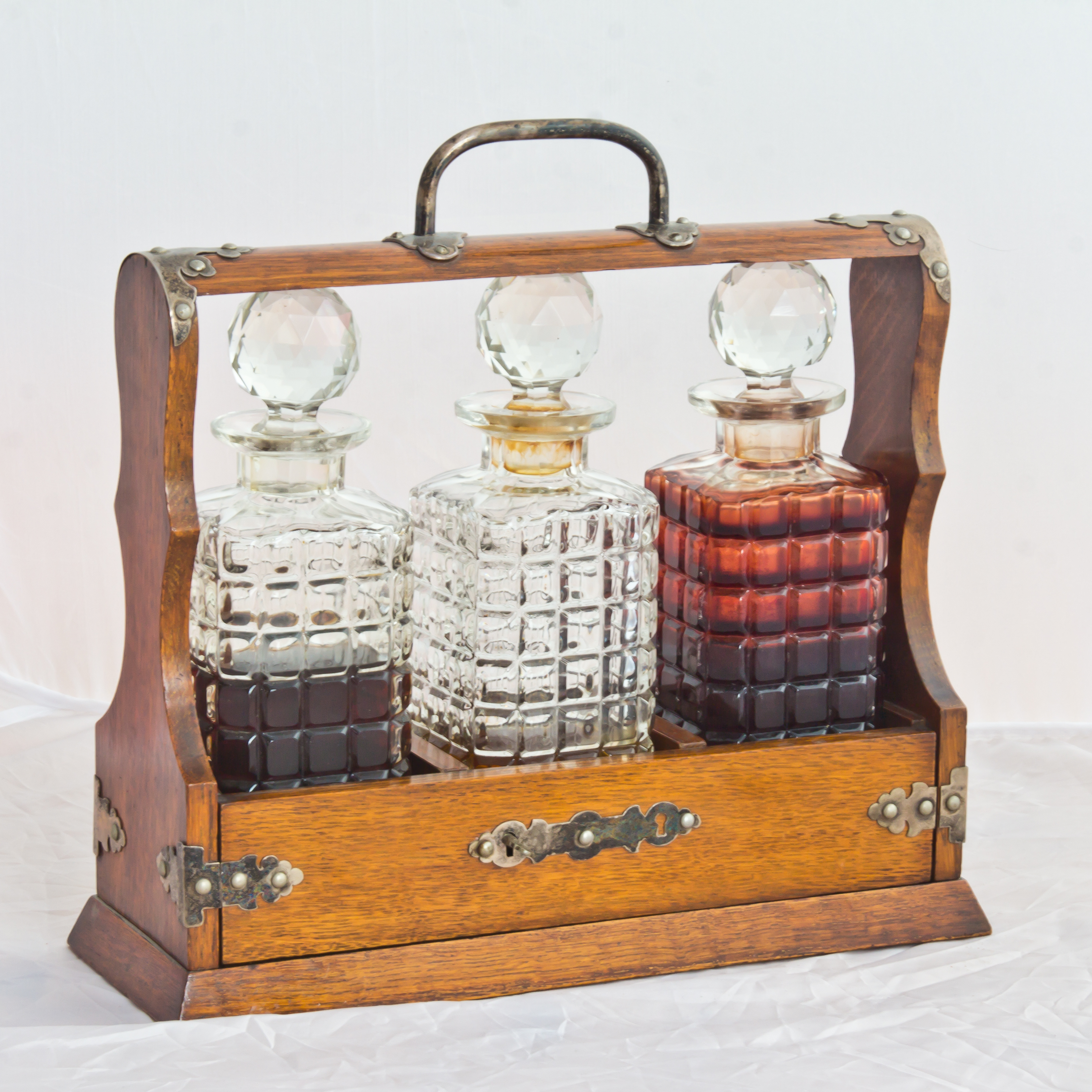
Ein geschlossener Tantalus mit 3 Flaschen

Im Englischen bezeichnet man in Analogie zu den Tantalusqualen eine spezielle Form eines Flaschenhalters als Tantalus.